# Chusquea tuberculosa
Chusquea tuberculosa är en gräsart som beskrevs av Jason Richard Swallen. Chusquea tuberculosa ingår i släktet Chusquea och familjen gräs. Inga underarter finns listade i Catalogue of Life.